# Мария Лудовика Австрийска-Есте
Мария Лудовика Беатриче Австрийска-Есте е императрица на Австрия, втора съпруга на император Франц I.

## Произход
Родена на 14 декември 1787 г. в Монца, днешна Италия. Дъщеря е на австрийския ерцхерцог Фердинанд Австрийски-Есте (1754 – 1806) и Мария Беатриче д’Есте (1750 – 1829). Мария Лудовика е член на рода Австрия-Есте, който е разклонение на австрийската имперска династия Хабсбург-Лотаринги.

## Императрица и кралица
На 6 януари 1808 г. Мария Лудовика се омъжва за овдовелия император на Австрийската империя Франц I, но двамата нямат деца. След сватбата си тя получава титлите императрица на Австрия, кралица на Бохемия, кралица на Унгария, кралица на Хърватия, Далмация и Славония.
Императрицата е един от най-големите противници на френския император Наполеон Бонапарт, който окупира земите на родителите ѝ в Северна Италия. Освен това тя става център на опозицията срещу австрийския външен министър – Клеменс фон Метерних, който преглежда частната кореспонденция на императрицата с роднините ѝ и я показва на императора. След разгрома на Наполеон през 1815 г. австрийската императрица спокойно пътува до родните си имения в Италия.
На 7 април 1816 г. само на 28 г. Мария Лудовика умира от туберкулоза във Виена. Погребана е в имперската крипта във Виена.